# Parafia św. Piotra na Watykanie
Parafia św. Piotra na Watykanie – rzymskokatolicka parafia znajdująca się w diecezji rzymskiej, w wikariacie generalnym Państwa Watykańskiego, na Watykanie. Parafię prowadzą augustianie.

## Historia
Parafia powstała co najmniej w 1547, kiedy to po raz pierwszy pojawia się w dokumentach. Od 1929 działalność parafii skupia się głównie na udzielaniu sakramentów w bazylice św. Piotra.